# Tresserra (Areny de Noguera)

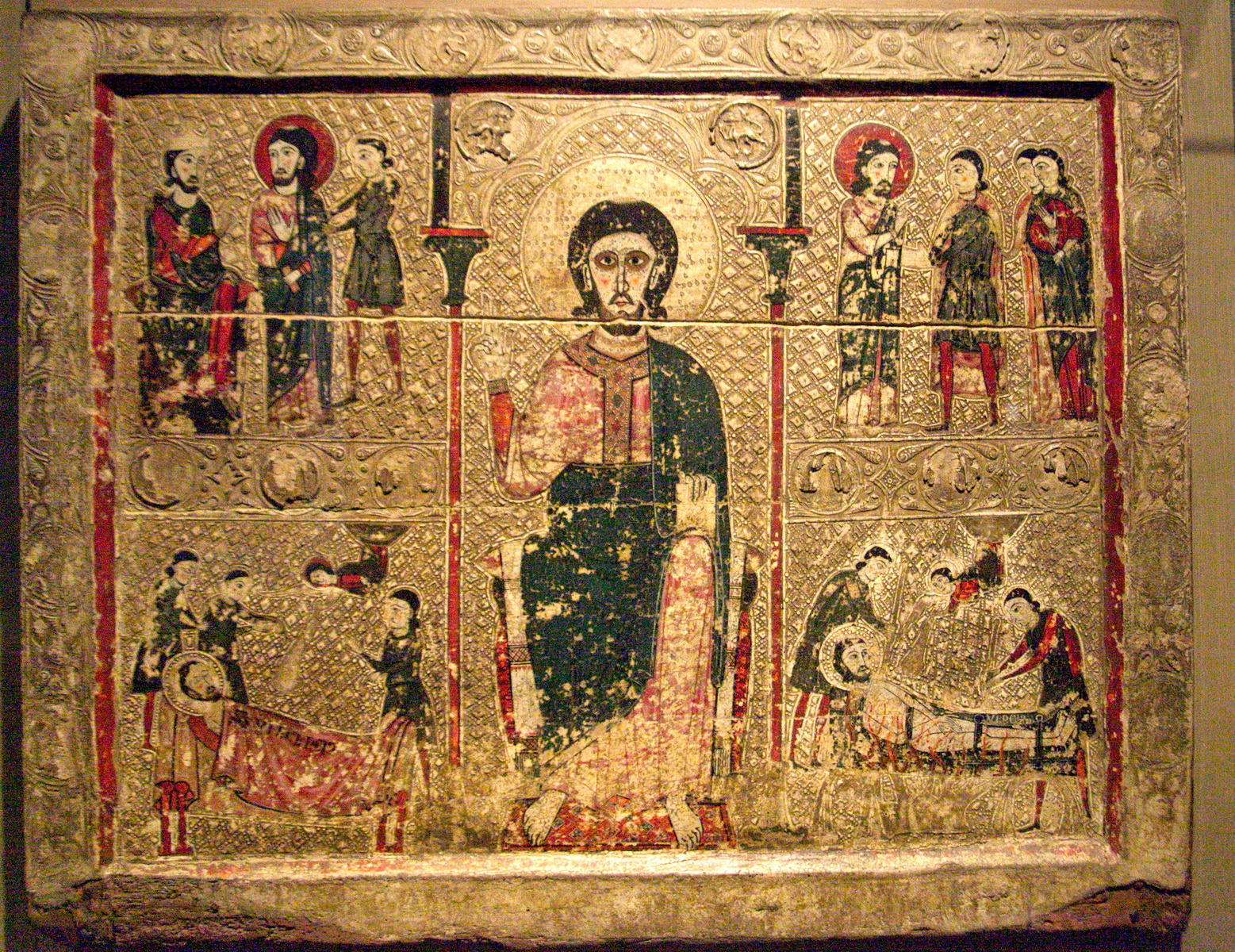
Frontal de Sant Vicenç

Tresserra és un llogaret, actualment deshabitat, que pertany al municipi d'Areny de Noguera, a la Ribagorça (Aragó).
Està situat als contraforts meridionals de la serra de Sis. Va formar part de l'antic municipi de Cornudella de Valira.
L'església parroquial de Sant Vicenç, a la que posteriorment se li va construir una abadia, és romànica de mitjans del segle xii. El frontal d'aquesta església, dedicat a sant Vicenç màrtir, actualment s'exposa al Museu diocesà de Lleida, tot i que és reclamat pel govern aragonès.